# Дома Шахты № 2-Западная
Дома Шахты № 2 Западная — опустевший поселок в Щёкинском районе Тульской области в составе Яснополянского сельского поселения.

## География
Находится в центральной части Тульской области на расстоянии менее 2 км на запад по прямой от города Щёкино, административного центра района.

## История
Как отдельный населенный пункт показан уже только на карте 1989 года.

## Население
Постоянное население не было учтено как в 2002 году, так и в 2010.